# Бодри, Сара
Сара Бодри (англ. Sarah Beaudry; род. 19 марта 1994, Принс-Джордж, Британская Колумбия) — канадская биатлонистка, бронзовый призёр юниорского чемпионата мира 2014 года в гонке преследования.

## Спортивная карьера
Первыми международными стартами в карьере Сары Бодри стали гонки на чемпионате мира среди юниоров 2011 года, прошедшем в чешском Нове Место-на-Мораве, где лучшим результатом спортсменки стало 33 место в индивидуальной гонке на 10 км. Спустя год на аналогичных соревнованиях в Контиолахти смогла достичь 20 результата в гонке преследования.
Первой медалью на международных соревнованиях для Бодри стало «серебро» в гонке преследования североамериканского чемпионата по летнему биатлону 2012 года.
6 января 2014 года канадка дебютировала на этапе Кубка IBU в Валь-Риданне, заняв в спринте 33 место. В марте того же года на чемпионате мира среди юниоров в американском Преск-Айле Бодри завоевала бронзовую медаль в гонке преследования, став первой представительницей Канады, поднявшейся на пьедестал почёта в подобных соревнованиях.
В следующем сезоне биатлонистка провела свои первые гонки на Кубке мира, однако выше 62 места в личных гонках не поднималась. В сезоне 2015/2016 на этапе в канадском Кэнморе Бодри завоевала свои первые кубковые очки, финишировав 38-й в спринтерской гонке.
В январе 2018 года Сара Бодри была включена в канадскую заявку на Олимпиаду в Пхёнчхане. На играх спортсменка приняла участие в индивидуальной гонке на 12,5 км, показав 29 результат, а также в составе эстафетной канадской четвёрки заняла 10 место.
Наивысший результат в карьере Сара Бодри показала в сезоне 2018/2019, на этапе Кубка мира в Нове Место-на-Мораве финишировав на 12 месте в спринтерской гонке.

## Результаты

### Чемпионат мира среди юниоров
| Год  | Место проведения | Возр | Инд | Спр | Пр | МС | Эст |
| 2014 | Преск-Айл        | U21  | 6   | 29  | 3  | —  | 9   |
| 2015 | Минск            | U21  | 15  | 38  | 40 | —  | 16  |

### Чемпионаты мира
| Год  | Место проведения     | Спринт | Гонка преследования | Индивидуальная гонка | Масс-старт | Эстафета | Смешанная эстафета | Сингл-микст |
| ---- | -------------------- | ------ | ------------------- | -------------------- | ---------- | -------- | ------------------ | ----------- |
| 2016 | Осло                 | 82     | —                   | 51                   | —          | 16       | —                  | н/д         |
| 2019 | Эстерсунд            | 47     | 42                  | 64                   | —          | 14       | 16                 | —           |
| 2020 | Антхольц-Антерсельва | —      | —                   | 70                   | —          | —        | —                  | —           |
| 2021 | Поклюка              | 82     | —                   | 51                   | —          | 16       | —                  | —           |

### Участие в Олимпийских играх
| Год  | Место проведения | Спринт | Гонка преследования | Индивидуальная гонка | Масс-старт | Эстафета | Смешанная эстафета |
| ---- | ---------------- | ------ | ------------------- | -------------------- | ---------- | -------- | ------------------ |
| 2018 | Пхёнчхан         | —      | —                   | 29                   | —          | 10       | —                  |
| 2022 | Пекин            | —      | —                   | —                    | —          | —        | 14                 |

### Выступления в Кубке мира
| 2020/2021 Итоги | 2020/2021 Итоги | Контиолахти | Контиолахти | Контиолахти | Контиолахти | Контиолахти | Хохфильцен | Хохфильцен | Хохфильцен | Хохфильцен | Хохфильцен | Хохфильцен | Оберхоф | Оберхоф | Оберхоф | Оберхоф | Оберхоф | Оберхоф | Оберхоф | Антхольц | Антхольц | Антхольц | ЧМ Поклюка | ЧМ Поклюка | ЧМ Поклюка | ЧМ Поклюка | ЧМ Поклюка | ЧМ Поклюка | ЧМ Поклюка | Нове-Место | Нове-Место | Нове-Место | Нове-Место | Нове-Место | Нове-Место | Нове-Место | Эстерсунд | Эстерсунд | Эстерсунд |
| Очков           | Место           | Инд         | Спр         | Спр         | Эст         | Пр          | Спр        | Эст        | Пр         | Спр        | Пр         | МС         | Спр     | Пр      | См      | Сусм    | Спр     | Эст     | МС      | Инд      | МС       | Эст      | См         | Спр        | Пр         | Инд        | Осм        | Эст        | МС         | Эст        | Спр        | Пр         | Спр        | Пр         | Осм        | См         | Спр       | Пр        | МС        |
| 12              | 85              | 70          | 80          | 74          | 16          | —           | 39         | 15         | 50         | 42         | 38         | —          | 51      | LAP     | —       | —       | 74      | 11      | —       | 34       | —        | 11       | —          | 82         | —          | 51         | —          | 16         | —          | 13         | 80         | —          | 66         | —          | —          | 12         | —         | —         | —         |

| 2019/2020 Итоги | 2019/2020 Итоги | Эстерсунд | Эстерсунд | Эстерсунд | Эстерсунд | Эстерсунд | Хохфильцен | Хохфильцен | Хохфильцен | Анси | Анси | Анси | Оберхоф | Оберхоф | Оберхоф | Рупольдинг | Рупольдинг | Рупольдинг | Поклюка | Поклюка | Поклюка | Поклюка | ЧМ Антхольц | ЧМ Антхольц | ЧМ Антхольц | ЧМ Антхольц | ЧМ Антхольц | ЧМ Антхольц | ЧМ Антхольц | Нове-Место | Нове-Место | Нове-Место | Контиолахти | Контиолахти | Контиолахти | Контиолахти | Холменколлен | Холменколлен | Холменколлен |
| Очков           | Место           | Сусм      | См        | Спр       | Инд       | Эст       | Спр        | Эст        | Пр         | Спр  | Пр   | МС   | Спр     | Эст     | МС      | Спр        | Эст        | Пр         | Инд     | Сусм    | См      | МС      | См          | Спр         | Пр          | Инд         | Сусм        | Эст         | МС          | Спр        | Эст        | МС         | Спр         | Пр          | Сусм        | См          | Спр          | Пр           | МС           |
| 0               | —               | —         | —         | 73        | 92        | 16        | 65         | 5          | —          | 48   | 56   | —    | —       | 20      | —       | 94         | 20         | —          | —       | —       | —       | —       | —           | —           | —           | 70          | —           | —           | —           | —          | —          | —          | —           | —           | отм         | отм         | отм          | отм          | отм          |

| 2018/2019 Итоги | 2018/2019 Итоги | Поклюка | Поклюка | Поклюка | Поклюка | Поклюка | Хохфильцен | Хохфильцен | Хохфильцен | Нове-Место | Нове-Место | Нове-Место | Оберхоф | Оберхоф | Оберхоф | Рупольдинг | Рупольдинг | Рупольдинг | Антхольц | Антхольц | Антхольц | Канмор | Канмор | Канмор | Солт-Лейк-Сити | Солт-Лейк-Сити | Солт-Лейк-Сити | Солт-Лейк-Сити | ЧМ Эстерсунд | ЧМ Эстерсунд | ЧМ Эстерсунд | ЧМ Эстерсунд | ЧМ Эстерсунд | ЧМ Эстерсунд | ЧМ Эстерсунд | Холменколлен | Холменколлен | Холменколлен |
| Очков           | Место           | ОСм     | См      | Инд     | Спр     | Пр      | Спр        | Пр         | Эст        | Спр        | Пр         | МС         | Спр     | Пр      | Эст     | Спр        | Эст        | МС         | Спр      | Пр       | МС       | Инд    | Эст    | МС     | Спр            | Пр             | ОСм            | См             | См           | Спр          | Пр           | Инд          | ОСм          | Эст          | МС           | Спр          | Пр           | МС           |
| 40              | 74              | —       | —       | —       | —       | —       | —          | —          | —          | 12         | 38         | —          | 89      | —       | 13      | 96         | —          | 12         | 40       | 46       | —        | 34     | 18     | —      | 55             | 44             | —              | 12             | —            | 47           | 42           | 64           | —            | 14           | —            | 97           | —            | —            |

| 2017/2018 Итоги | 2017/2018 Итоги | Эстерсунд | Эстерсунд | Эстерсунд | Эстерсунд | Эстерсунд | Хохфильцен | Хохфильцен | Хохфильцен | Анси | Анси | Анси | Оберхоф | Оберхоф | Оберхоф | Рупольдинг | Рупольдинг | Рупольдинг | Антхольц | Антхольц | Антхольц | ОИ Пхёнчхан (*) | ОИ Пхёнчхан (*) | ОИ Пхёнчхан (*) | ОИ Пхёнчхан (*) | ОИ Пхёнчхан (*) | ОИ Пхёнчхан (*) | Контиолахти | Контиолахти | Контиолахти | Контиолахти | Холменколлен | Холменколлен | Холменколлен | Тюмень | Тюмень | Тюмень |
| Очков           | Место           | ОСм       | См        | Инд       | Спр       | Пр        | Спр        | Пр         | Эст        | Спр  | Пр   | МС   | Спр     | Пр      | Эст     | Инд        | Эст        | МС         | Спр      | Пр       | МС       | Спр             | Пр              | Инд             | МС              | См              | Эст             | Спр         | ОСм         | См          | МС          | Спр          | Эст          | Пр           | Спр    | Пр     | МС     |
| 18              | 79              | —         | —         | —         | —         | —         | —          | —          | —          | —    | —    | —    | 23      | 51      | 14      | 53         | 10         | —          | 87       | —        | —        | —               | —               | 29              | —               | —               | 10              | 66          | —           | —           | —           | 84           | 11           | —            | —      | —      | —      |

| 2016/2017 Итоги | 2016/2017 Итоги | Эстерсунд | Эстерсунд | Эстерсунд | Эстерсунд | Эстерсунд | Поклюка | Поклюка | Поклюка | Нове-Место | Нове-Место | Нове-Место | Оберхоф | Оберхоф | Оберхоф | Рупольдинг | Рупольдинг | Рупольдинг | Антхольц | Антхольц | Антхольц | ЧМ Хохфильцен | ЧМ Хохфильцен | ЧМ Хохфильцен | ЧМ Хохфильцен | ЧМ Хохфильцен | ЧМ Хохфильцен | Пхёнчхан | Пхёнчхан | Пхёнчхан | Контиолахти | Контиолахти | Контиолахти | Контиолахти | Холменколлен | Холменколлен | Холменколлен |
| Очков           | Место           | ОСм       | См        | Инд       | Спр       | Пр        | Спр     | Пр      | Эст     | Спр        | Пр         | МС         | Спр     | Пр      | МС      | Эст        | Спр        | Пр         | Инд      | МС       | Эст      | См            | Спр           | Пр            | Инд           | Эст           | МС            | Спр      | Пр       | Эст      | Спр         | Пр          | ОСм         | См          | Спр          | Пр           | МС           |
| 0               | —               | —         | —         | DNF       | 96        | —         | 74      | —       | 11      | —          | —          | —          | 84      | —       | —       | —          | —          | —          | —        | —        | —        | —             | —             | —             | —             | —             | —             | —        | —        | —        | —           | —           | —           | —           | 75           | —            | —            |

| 2015/2016 Итоги | 2015/2016 Итоги | Эстерсунд | Эстерсунд | Эстерсунд | Эстерсунд | Эстерсунд | Хохфильцен | Хохфильцен | Хохфильцен | Поклюка | Поклюка | Поклюка | Рупольдинг | Рупольдинг | Рупольдинг | Рупольдинг | Рупольдинг | Рупольдинг | Антхольц | Антхольц | Антхольц | Канмор | Канмор | Канмор | Канмор | Преск-Айл | Преск-Айл | Преск-Айл | ЧМ Холменколлен | ЧМ Холменколлен | ЧМ Холменколлен | ЧМ Холменколлен | ЧМ Холменколлен | ЧМ Холменколлен | Ханты-Мансийск | Ханты-Мансийск | Ханты-Мансийск |
| Очков           | Место           | ОСм       | См        | Инд       | Спр       | Пр        | Спр        | Пр         | Эст        | Спр     | Пр      | МС      | Спр        | Пр         | МС         | Инд        | Эст        | МС         | Спр      | Пр       | Эст      | Спр    | МС     | ОСм    | См     | Спр       | Пр        | Эст       | См              | Спр             | Пр              | Инд             | Эст             | МС              | Спр            | Пр             | МС             |
| 0               | —               | —         | —         | —         | —         | —         | —          | —          | —          | —       | —       | —       | 55         | 54         | —          | —          | —          | —          | —        | —        | —        | 38     | —      | —      | 6      | —         | —         | —         | —               | 71              | —               | 60              | 15              |                 | —              | —              | отм.           |

| 2014/2015 Итоги | 2014/2015 Итоги | Эстерсунд | Эстерсунд | Эстерсунд | Эстерсунд | Хохфильцен | Хохфильцен | Хохфильцен | Поклюка | Поклюка | Поклюка | Оберхоф | Оберхоф | Оберхоф | Рупольдинг | Рупольдинг | Рупольдинг | Антхольц | Антхольц | Антхольц | Нове Место | Нове Место | Нове Место | Нове Место | Холменколлен | Холменколлен | Холменколлен | ЧМ Контиолахти | ЧМ Контиолахти | ЧМ Контиолахти | ЧМ Контиолахти | ЧМ Контиолахти | ЧМ Контиолахти | Ханты-Мансийск | Ханты-Мансийск | Ханты-Мансийск |
| Очков           | Место           | См        | Инд       | Спр       | Пр        | Спр        | Эст        | Пр         | Спр     | Пр      | МС      | Эст     | Спр     | МС      | Эст        | Спр        | МС         | Спр      | Пр       | Эст      | ОСм        | См         | Спр        | Пр         | Инд          | Спр          | Эст          | См             | Спр            | Пр             | Инд            | Эст            | МС             | Спр            | Пр             | МС             |
| 0               | —               | —         | —         | —         | —         | 62         | 10         | —          | 65      | —       | —       | —       | —       | —       | —          | —          | —          | —        | —        | —        | —          | —          | —          | —          | 79           | —            | 8            | —              | —              | —              | —              | —              | —              | —              | —              | —              |